# ピエトロ・カヴァリエーレ
ピエトロ・カヴァリエーレ（Pietro Cavaliere, 1937年7月2日 - ）は、ユーゴスラビアのクラリネット奏者。
ドゥブロヴニク出身。ベオグラード音楽院でクラリネットを学ぶ。1967年からルカ・ソルコツェヴィチ音楽学校でクラリネットを教え、1973年から1987年まで同音楽学校の校長を歴任した。1981年にミルカ・トルニーナ賞を受賞。